# Арредондо, Николас де
Николас Антонио де Арредондо, Пелегрин, Ахедо Зорилья де Сан-Мартин-и-Венеро (исп. Nicolás Antonio de Arredondo; 17 апреля 1726, Барсена-де-Сисеро, Кантабрия, Испания — 4 апреля 1802, Мадрид) — испанский колониальный чиновник, государственный деятель Испанской империи, вице-король Вице-королевства Рио-де-ла-Плата (4 декабря 1789 — 16 марта 1795). Военачальник, капитан-генерал.

## Биография
В молодости начал военную карьеру. Служил в армии на захваченных испанцами территориях Италии. Позже отправился в Вест-Индию, с 1780 года участвовал в войне за независимость Америки в составе испанских войск во Флориде.
В 1785 году был назначен губернатором Сантьяго-де-Куба. В 1787 году стал президентом Королевской аудиенсии Чаркас, правительства Испанской колониальной империи, отвечавшего за территорию верхнего Перу (современная Боливия). Был губернатором-мэром Ла-Платы.
С 4 декабря 1789 по 16 марта 1795 года занимал кресло вице-короля Вице-королевства Рио-де-ла-Плата. Получил звание генерал-лейтенанта.
Срок его полномочий сопровождался масштабным экономическим подъемом, которому он пытался максимально способствовать. Провёл мероприятия по улучшению деятельности серебряных рудников за счёт увеличения импорта ртути; способствовал развитию диверсифицированной экономики, улучшил инфраструктуру, мостил улицы, улучшил санитарные условия жизни Буэнос-Айреса. Укрепил Монтевидео.
Продвигал развитие животноводства и торговли. Осуществил несколько экспедиций по освоению Фолклендских островов. Укрепил границу с Бразилией от деятельности контрабандистов и их пособников. Способствовал колонизации побережья Патагонии и стимулировал китобойный промысел. Энергично продолжал новую политику и экономику, патагонские индейцы сохраняли свои поселения как форму международной полицейской службы.
В 1795 году вернулся в Европу. В Испании ему было присвоено звание капитан-генерала. До смерти занимался политикой.